# بيدرو مانديز
بيدرو مانديز (بالإسبانية: Pedro Méndez)‏ (27 سبتمبر 1904 – 19 فبراير 1999) هو سبّاح إسباني راحل، مثّل بلاده في الألعاب الأولمبية الصيفية 1924.

## روابط خارجية
بيدرو مانديز على موقع الاتحاد الدولي للسباحة (الإنجليزية)
- بيدرو مانديز على موقع أوليمبيديا (الإنجليزية)